# Sagamore Bridge
Die Sagamore Bridge ist eine Brücke in Sagamore, Massachusetts. Sie führt den U.S. Highway 6 sowie den Claire Saltonstall Bikeway über den Cape Cod Canal und verbindet Cape Cod mit dem Festland von Massachusetts. Sie ist die nordöstlichere von zwei Kanalüberquerungen für Kraftfahrzeuge, Fahrräder und Fußgänger. Die andere, gleichartige Brücke ist die Bourne Bridge. Der meiste Verkehr aus Richtung Norden folgt der Massachusetts Route 3, die unmittelbar nördlich der Brücke am Highway 6 endet. Beide Brücken stellen zusammen die einzigen Zugangswege per Straße nach Cape Cod dar. Die Brücke bietet direkte Schnellstraßenverbindungen von Boston und der Interstate 93.

## Geschichte
Der Bau und die Finanzierung der Brücke und ihrer Schwester, der Bourne Bridge, wurde am 6. September 1933 von der  Public Works Administration (PWA) im Rahmen eines von Präsident Roosevelt unterzeichneten Notstandsgesetzes genehmigt, um eine Zugbrücke zu ersetzen, die vor der Verbreiterung des Cape-Cod-Kanals gebaut wurde. Die Aufsicht über die Planung und den Bau der Brücken wurde dem Ingenieurbüro Fay, Spofford und Thorndike aus Boston übertragen. Ab Ende 1933 wurde für das U.S. Army Corps of Engineers gebaut, das sowohl die Brücken als auch den Kanal betreibt. Am Bau der Brücken waren ca. 900 Arbeiter direkt beteiligt. Insgesamt waren am Projekt 1200 Mitarbeiter beschäftigt, sowie nochmals ca. 2000 Arbeiter in den Stahlwerken in Pennsylvania zur Produktion des benötigten Stahls. Beide Brücken sind vierspurig und haben eine Hauptspannweite von 188 m und eine lichte Höhe von 41 m für Schiffe. Die Sagamore Bridge wurde am 22. Juni 1935 für den Verkehr freigegeben.  Die Baukosten betrugen rund 1,364 Millionen US-Dollar. Das Gewicht des verbauten Stahls beträgt ca. 4629 Tonnen und für den Anstrich wurden ca. 3750 Liter Farbe verwendet.

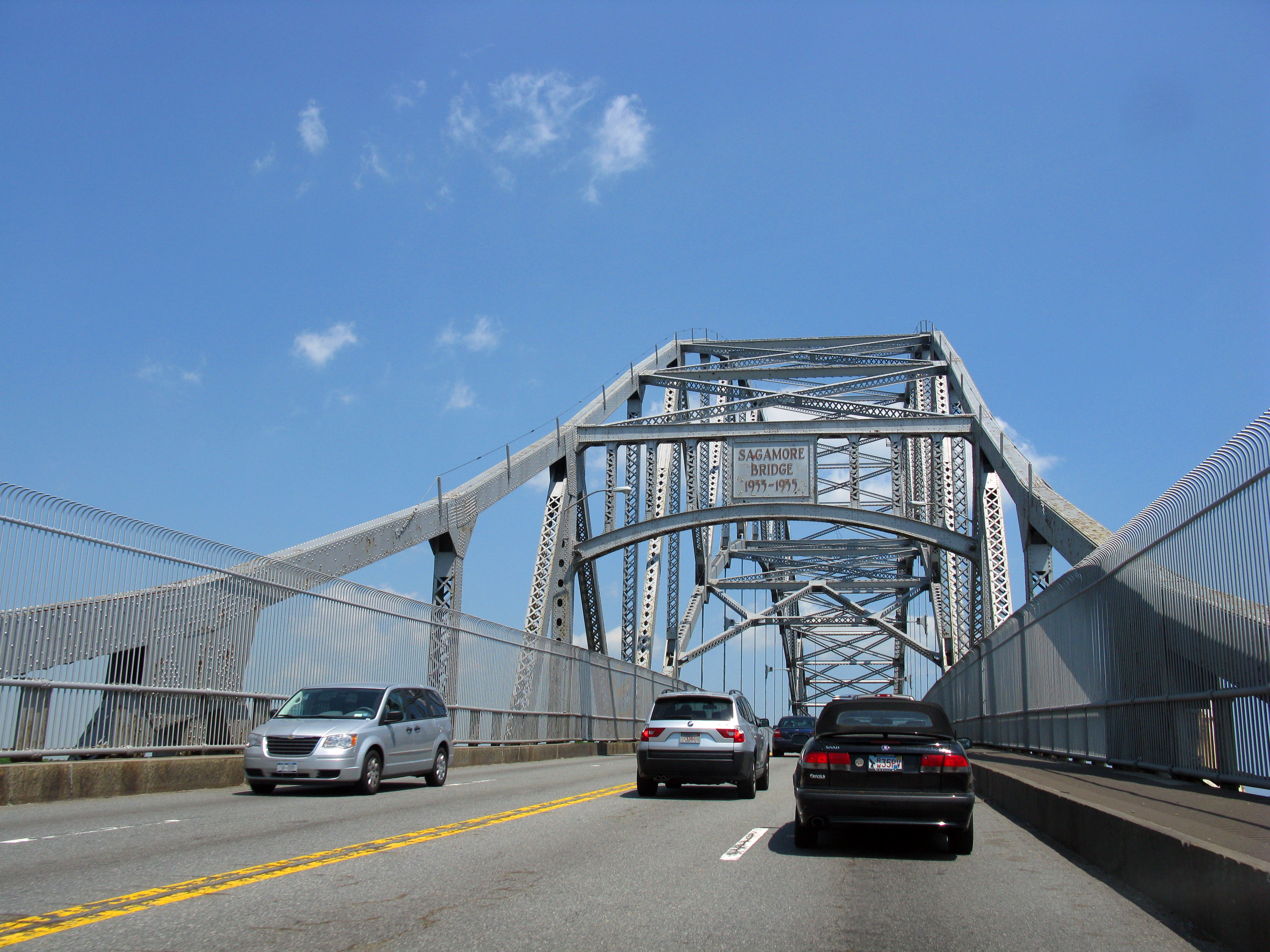
Fahrt über die Sagamore Bridge

Das Design und Konstruktionsweise der Sagamore- und der Bourne-Brücke wurde später in Miniaturform für die John Greenleaf Whittier Bridge kopiert, die die I-95 von Newburyport nach Amesbury, Massachusetts, verbindet. Es wurde weiterhin für Brücken in Maine, New Hampshire und Vermont, in New York und Virginia und sogar in Australien übernommen.

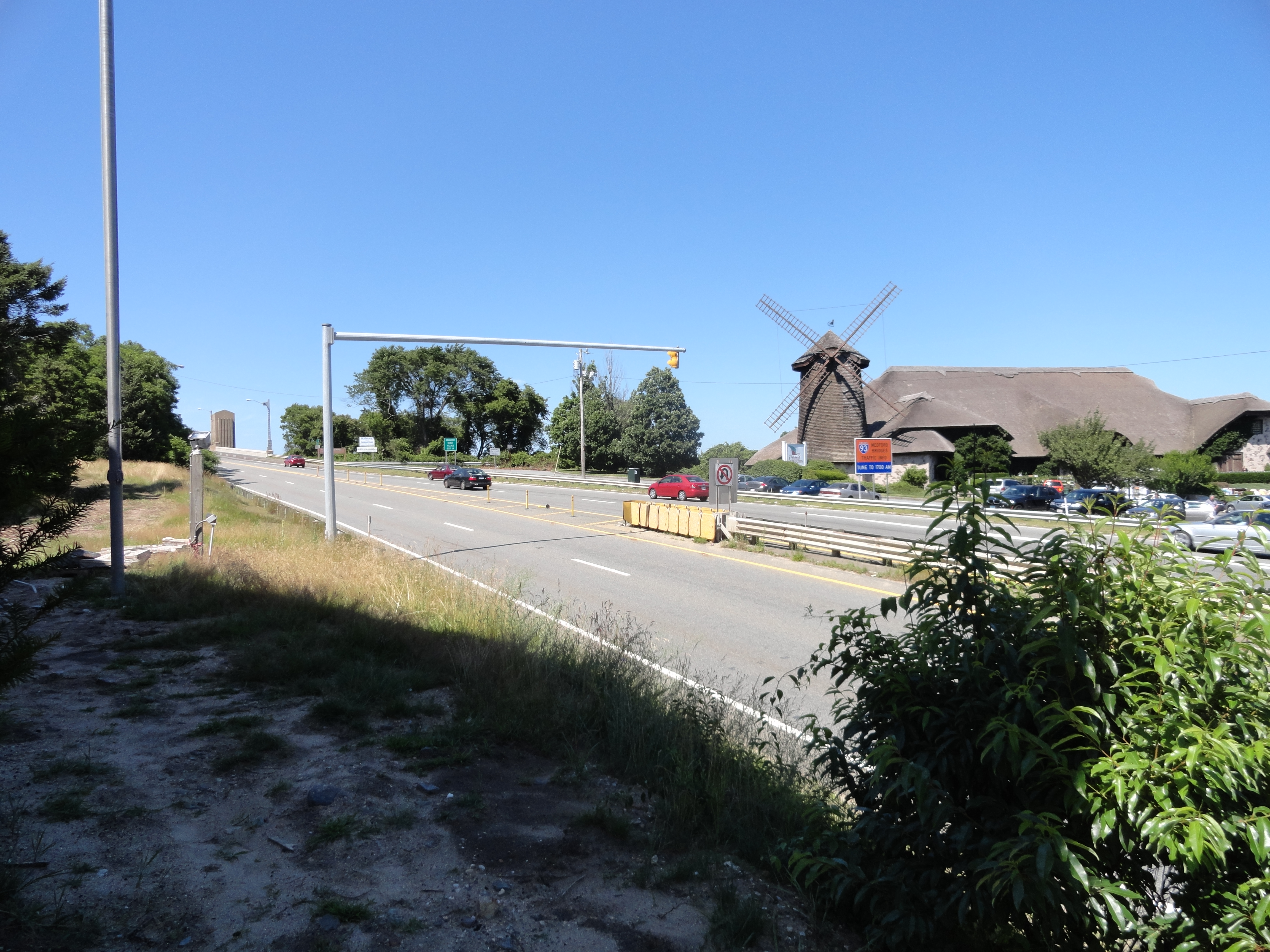
Die südliche Annäherung an die Brücke auf der Cape Cod Seite.

Die Brücke kann bei starkem Wind aus Sicherheitsgründen geschlossen werden.

### Zäune zur Selbstmordabwehr
Zwischen 1967 und 1977 starben 36 Personen durch Suizid von der Bourne- und der Sagamore-Brücke aus. Weitere 24 Personen hatten einen Suizidversuch unternommen, ihn aber entweder überlebt oder sie wurden festgenommen. In den Jahren 1979 bis 1983 wurden im Rahmen größerer Sanierungsarbeiten die zwei Meter hohen Geländer der beiden Brücken durch einen Selbstmordschutzzaun ersetzt. Die 12 Fuß hohe Umzäunung besteht aus 1-Zoll-Rundpfählen mit einem Abstand von maximal 6 Zoll; die Spitzen der Pfähle sind in einem 7-Zoll-Radius zur Fahrbahn hin gebogen. In den 28 Jahren nach der Installation des neuen Zauns (1984–2012) sind sieben Personen durch Selbstmord von den Brücken aus gestorben, und zwischen 2013 und 2021 wurden zwei Versuche verhindert. Die Umzäunung wurde im Jahr 2021 als mögliches Modell für Brücken in Rhode Island angeführt.

### Zugang für Radfahrer/Fußgänger
Auf der Ostseite der Brücke gibt es einen sechs Fuß breiten Gehweg für Fußgänger und Radfahrer. Der Gehweg ist leicht erhöht, aber es gibt keinen Zaun oder eine Barriere zwischen ihm und dem Autoverkehr, so dass Radfahrern empfohlen wird, das Fahrrad zu schieben. Die Brückenstraße wird im Winter geräumt, der Gehweg ist jedoch manchmal nicht geräumt und nicht passierbar.

## Verkehrsaufkommen
Laut dem Massachusetts Department of Transportation (MassDOT) befördert die Sagamore Bridge täglich etwa 55.000 Fahrzeuge (AADT), eine Zahl, die sich an Sommerwochenenden oft verdoppelt.

## Umbau des Verkehrskreisels
Im Jahr 2004 begannen Bauarbeiten für den Ersatz eines markanten Kreisverkehrs, der am nördlichen Ende der Brücke gelegen war und als Kreuzungspunkt und Zuführung zur Sagamore Bridge diente. Durch die Maßnahme wurde der Kreisel durch eine Trompetenkreuzung mit Überführung ersetzt (als „Sagamore Flyover“ bekannt), die seitdem den Highway 6 und die Route 3 mit der Brücke verbindet. Dieses Projekt hatte sich viele Jahre lang verzögert, weil die Beeinträchtigung von Häusern und Geschäften in diesem Gebiet umstritten war. Es wurde schließlich dennoch in Angriff genommen, weil der Kreisverkehr häufig stark überlastet war, da er für ein deutlich geringeres Verkehrsaufkommen konzipiert war. Außerdem galt er als einer der gefährlichsten Kreuzungspunkte in Massachusetts. Die Überführung wurde Ende 2006 fertiggestellt.

## Neubaupläne
Wegen des Alters und des schlechten Zustands gibt seit vielen Jahren Pläne, die Sagamore Bridge und die Bourne Bridge zu ersetzen. Das Army Corps of Engineers ersetzte bereits im Mai 2010 das Brückendeck, den Gehweg und die Beleuchtung. Im Oktober 2019 empfahl das Army Corps of Engineers, die Brücke durch eine breitere Brücke mit vier Fahrspuren, einer Hilfsspur in jeder Richtung, Rad- und Fußgängerwegen, Schultern und einem Mittelstreifen zu ersetzen. In der Empfehlung hieß es, dass der Ersatz kostengünstiger sei als der Ausbau der bestehenden Brücke, um lange Rückstaus im Sommer zu vermeiden.
Die Gouverneurin von Massachusetts, Maura Healey, stellte im August 2023 eine neue Strategie vor, um die Brücken zu ersetzen, die sich zunächst auf Bundesmittel für den Ersatz der Sagamore Bridge konzentriert, bevor man sich der Bourne Bridge zuwendet. Die Erneuerungsbemühungen kommen, nachdem frühere Versuche, Bundesmittel für den Ersatz der Brücken zu gewinnen, gescheitert waren.

### Zeitplan
Der Baubeginn für die neue Sagamore Bridge ist für Ende 2027 oder Anfang 2028 geplant. Die Bauzeit wird voraussichtlich etwa 7 Jahre betragen. Die Eröffnung der neuen Brücke könnte demnach bei planmäßiger Fertigstellung im Jahr 2034 erfolgen. Die endgültige Genehmigung wird für Frühjahr 2026 erwartet. Der vorläufige Entwurf soll im Sommer 2026 abgeschlossen sein. Im Herbst 2026 soll die Ausschreibung für Bauunternehmen beginnen. Aktuell werden noch die genauen Standorte für die vier Anschlussstellen festgelegt.

### Design
Die neue Brücke wird als Bogenbrücke konzipiert, ähnlich der bestehenden Konstruktion. Der zentrale Bogen soll an einem anderen Ort gebaut, über den Kanal transportiert und dann eingehoben werden.

### Finanzierung
Das Gesamtprojekt für den Ersatz beider Brücken (Sagamore und Bourne) wird auf 4,5 Milliarden Dollar geschätzt. Für die Sagamore Bridge wurden bisher 2,4 Milliarden Dollar an Mitteln gesichert:
- 993 Millionen Dollar zusätzliche Bundesmittel (Juli 2024 angekündigt)
- 722 Millionen Dollar bereits zugesagte Bundesmittel
- 700 Millionen Dollar vom Bundesstaat Massachusetts

Diese Summe übersteigt die geschätzten Kosten von 2,1 Milliarden Dollar für die Sagamore Bridge.

## Trivia
Bei der Sagamore Bridge handelt es sich um die drittlängste Brücke in Massachusetts, gefolgt von ihrer Schwesterbrücke, der Bourne Bridge, auf dem vierten Platz.